# Chacrinha: O Velho Guerreiro
Chacrinha: O Velho Guerreiro é um filme de comédia dramática brasileiro de 2018. O filme é uma coprodução da Media Bridge com a Globo Filmes, em associação com a Conspiração Filmes, sendo dirigido por Andrucha Waddington, com roteiro de Cláudio Paiva e colaboração de Carla Faour e Júlia Spadaccini. O filme narra a  trajetória do apresentador Chacrinha que fez história na televisão brasileira, sendo lançado em 8 de novembro de 2018, após estar anteriormente agendado para ser lançado em 25 de outubro de 2018. Stepan Nercessian interpreta o personagem central, com Eduardo Sterblitch como o jovem Chacrinha.
Chacrinha: A Minissérie é uma minissérie baseada no filme, com boa parte das cenas gravadas em Petrópolis, a minissérie mistura ficção com arquivos documentais da vida do apresentador. Foi exibida pela TV Globo de 14 até 17 de janeiro de 2020, em 4 capítulos, após Amor de Mãe, em comemoração aos 70 anos da televisão no Brasil e de 55 anos da Globo.

## Sinopse
A história de José Abelardo Barbosa é narrada desde a época de sua juventude, quando fazia faculdade de medicina e larga tudo para se aventurar como locutor em uma rádio. Depois de então, acompanhamos a transformação de sua vida e a criação seu alter ego, Chacrinha, nosso velho guerreiro.

## Elenco
| Ator               | Personagem                                         |
| ------------------ | -------------------------------------------------- |
| Stepan Nercessian  | Abelardo Barbosa (Chacrinha)                       |
| Eduardo Sterblitch | Chacrinha (jovem)                                  |
| Carla Ribas        | Florinda de Medeiros Barbosa                       |
| Amanda Grimaldi    | Florinda de Medeiros Barbosa (jovem)               |
| Rodrigo Pandolfo   | Jorge Abelardo de Medeiros Barbosa                 |
| Pablo Sanábio      | José Renato de Medeiros Barbosa (Zé Renato/Leleco) |
| Pablo Sanábio      | José Amélio de Medeiros Barbosa (Zé Amélio/Nanato) |
| Gianne Albertoni   | Elke Maravilha                                     |
| Laila Garin        | Clara Nunes                                        |
| Marcelo Serrado    | Flávio Cavalcanti                                  |
| Charles Fricks     | Walter Clark                                       |
| Thelmo Fernandes   | Boni                                               |
| Karen Junqueira    | Rita Cadilac                                       |
| Juan Rangel        | Sidney Magal                                       |
| Evelyn Castro      | Mãe Cacilda de Assis                               |
| Antônio Grassi     | Oswaldo Nunes                                      |
| Gustavo Machado    | Oswaldo Nunes (jovem)                              |
| Jorge Ritchie      | Russo                                              |
| Camila Amado       | Aurélia                                            |
| Leandro Lima       | Ademir de Menezes (Queixada)                       |
| Marie Paquim       | Laura Carolinah                                    |
| Priscila Assum     | Ordep (jovem)                                      |
| Gustavo Machado    | Oswaldo (jovem)                                    |
| Daúde              | Miriam Makeba                                      |
| Criolo             | Calouro                                            |
| Luan Santana       | Calouro                                            |
| Renato Reston      | Roberto Carlos                                     |